# Francisco Javier Gómez Gálligo
Francisco Javier Gómez Gálligo (Madrid, 19 de julio de 1960) es un jurista español, director general de los Registros y del Notariado del Ministerio de Justicia de España entre el 31 de octubre de 2014 y el 3 de agosto de 2018.

## Biografía
Licenciado en Derecho por la Universidad Complutense de Madrid, se doctoró en esta misma universidad con la tesis Defectos en los documentos presentados a inscripción en el Registro de la Propiedad. Distinción entre faltas subsanables e insubsanables. En 1984 ingresó en el Cuerpo de Registradores de la Propiedad. Desde entonces ha ejercido como registrador en varios destinos de toda España y ha sido profesor, tanto asociado como honorario, en numerosas universidades.
Es Letrado adscrito a la Dirección General de los Registros y del Notariado del Ministerio de Justicia, actual Dirección General de Seguridad Jurídica y Fe publica, en virtud de concurso-oposición entre notarios y registradores, convocado y resuelto por el Ministerio de Justicia en 1998. Desde entonces es también notario en excedencia.
Desde el año 2000 es vocal permanente en la Comisión General de Codificación y desde 2003 ha participado en la Revista Crítica de Derecho Inmobiliario, en la que ha sido consejero-secretario y, en la actualidad, es presidente.
Ha publicado numerosos libros, artículos en revistas jurídicas y estudios en obras colectivas.
Cruz de Honor de San Raimundo de Peñafort.
En 2020 le fue concedido el premio notarios y registradores.